# Cerna (Fluss)
Die Cerna (ungarisch Cserna) ist ein linker Nebenfluss der Donau in Rumänien, der im Kreis Gorj entspringt. 
Ihre Quelle befindet sich auf der Südostseite der Munții Godeanu, anschließend bewegt sie sich in südwestlicher Richtung fort und mündet bei Orșova in die Donau. Der obere Teil des Flusses wird auch Cernișoara genannt. Auf einer Länge von 84 km durchquert sie ein Tal mit zahlreichen, zum Teil sehr tiefen Schluchten. Bevor sie die Bäder von Băile Herculane kreuzt, fließt sie durch den Stausee Țierna. Während der Habsburgermonarchie bildete die Cerna die östliche Grenze des Staates. 
Das Cerna-Tal ist einzigartig, da es – völlig von Bergregionen eingeschlossen – zwei unterschiedliche Bergzüge trennt. Es ist ein typisches longitudinales Tal, welches der tektonischen Linie zwischen dem Vâlcan- und dem Mehedinţi-Gebirge folgt, auf der einen Seite vom Godeanu-Massiv und auf der anderen Seite von dem Cerna-Gebirge begrenzt. Die zahlreichen endokarsten Formen des Nationalparks Domogled-Valea Cernei stellen national wie auch international einen außergewöhnlichen wissenschaftlichen Wert dar.

## Verweise
- Administrația Naționalā Apelor Române – Cadastrul Apelor – București
- Directiva Cadru 2000/60 a Uniunii Europene în Domeniul Apei – Județul Gorj
- Județul Gorj – Planul Județean de Apārare împotriva Inundațiilor
- Trasee turistice – județul Caraṣ
- Trasee turistice – județul Gorj
- Trasee turistice – județul Hunedoara
- Trasee turistice – județul Mehedinți